# Соколов, Алексей Георгиевич
Алексей Георгиевич Соколо́в (1912—2002) — советский конструктор вооружений.

## Биография
Родился 6 февраля 1912 года в деревне В. Горки (ныне Некоузский район, Ярославская область).
- 1925—1930 ученик, рабочий, мастер Горского маслобойного завода, (Некоузский район).
- 1930—1940 бригадир, мастер, старший мастер, начальник цеха, старший конструктор, начальник отдела завода «Цветметштамп», Красногвардейск
- 1940—1942 — конструктор НИИ-13, Ленинград.

В 1941 заочно окончил Ленинградский военно-механический институт.
В 1942—1988 годах работал в КБМ (Коломна) в должностях от инженера до заместителя главного конструктора.
Один из конструкторов 120-мм миномета образца 1941 года, тяжелых минометов, морских бомбометов МБУ-200, МБУ-600, БМБ-2, безоткатных 82-мм и 107-мм орудий. Участвовал в разработке боевых машин для первого советского противотанкового ракетного комплекса (ПТРК) «Шмель», ПТРК «Малютка», первого в мире сверхзвукового ПТРК «Штурм», высокоточного тактического ракетного комплекса «Точка», оперативно-тактического РК «Ока».
Автор 34 изобретений.
Умер 27 января 2002 года в Коломне (Московская область).

## Награды и премии
- Сталинская премия второй степени (1950) — за коренное усовершенствование методов ремонта оборудования электростанций
- Сталинская премия второй степени (1951) — за работу в области военной техники
- орден Красной Звезды (1945)
- орден «Знак Почёта» (1966)
- два ордена Трудового Красного Знамени (1972, 1976)
- орден Ленина (1981).